# Nhật thực 11 tháng 4, 2070
Nhật thực toàn phần sẽ xảy ra vào ngày 11 tháng 4 năm 2070. Nhật thực xảy ra khi Mặt Trăng đi ngang qua Trái Đất và Mặt Trời, che khuất đi một phần Mặt Trời khi quan sát từ Trái Đất. Nhật thực toàn phần xảy ra khi đường kính góc của Mặt Trăng lớn hơn Mặt Trời, qua đó ngăn cản luồng ánh sáng trực tiếp từ Mặt Trời, biến ngày thành đêm. Nhật thực toàn phần chỉ có thể được quan sát từ một dải hẹp trên bề mặt Trái Đất, trong các khu vực cách đó tối đa vài nghìn kilômét chỉ có thể nhìn thấy nhật thực bán phần.

## Nhật thực khác

### Nhật thực 2069-2072
| 120 | 21 tháng 4 năm 2069 Một phần        | 125 | 15 tháng 10 năm 2069 Một phần       |
| 130 | 11 tháng 4 năm 2070 Toàn phần       | 135 | 4 tháng 10 năm 2070 Quầng nhật thực |
| 140 | 31 tháng 3 năm 2071 Quầng nhật thực | 145 | 23 tháng 9 năm 2071 Toàn phần       |
| 150 | 19 tháng 3 năm 2072 Một phần        | 155 | 12 tháng 9 năm 2072 Toàn phần       |